# The Settlers: Rise of an Empire
Die Siedler Aufstieg eines Königreichs là trò chơi điện tử thể loại chiến lược thời gian thật cùng xây dựng thành phố thuộc dạng 4X do hãng Blue Byte phát triển và UbiSoft lo việc phát hành. Đây là tựa thứ 6 trong dòng trò chơi Die Siedler, tác phẩm đã phát hành vào ngày 25 tháng 9 năm 2007 và tiến hành phát hành ra thị trường quốc tế sau đó.
Trò chơi lấy bối cảnh thời kỳ trung cổ tại châu Âu, người chơi sẽ vào vai một vị vua mới lên ngôi rất công bằng và quan tâm đến dân chúng (bất kể người chơi muốn hay không) đang phát triển và mở rộng vương quốc của mình chống lại một thế lực cạnh đang muốn thâu tóm toàn bộ vương quốc. Để làm được việc đó người chơi sẽ phải làm cho vương quốc của mình trở nên ngày càng thịnh vượng qua việc phát triển các thành phố với sự giúp đỡ của những phụ tá đắc lực, những phụ tá này có những khả năng riêng. Nhưng trước hết người chơi sẽ phải quan tâm đến lương thực thực phẩm vì mỗi công dân đều có nhu cầu ăn uống, trước khi làm việc thì mỗi công nhân tại công trình sẽ đi lấy đồ ăn trước cũng như chất lượng thức ăn có thể ảnh hưởng đến chất lượng công việc. Các công trình luôn có thể nâng cấp để có hiệu quả cao hơn nhưng mỗi lần cấp thì những người sống trong đó sẽ có nhu cầu nhiều hơn là chỉ có đồ ăn như dọn dẹp, trang trí... Có thể giúp các công nhân tại các công trình giảm thời gian làm các việc lặt vặt đó bằng cách tạo điều kiện cho họ kết hôn thông qua việc tổ chức những buổi lễ hội và người vợ sẽ lo các việc đó.
Trò chơi đã nhận được nhiều đánh giá khác nhau nhìn chung là ở mức trung bình. Bản mở rộng của trò chơi có tựa Reich des Ostens đã phát hành vào ngày 27 tháng 3 năm 2008 và phiên bản nối tiếp là Die Siedler 7 đã phát hành vào ngày 23 tháng 3 năm 2008.

## Phát triển
Bản mở rộng của trò chơi là Reich des Ostens đã phát hành vào ngày 27 tháng 3 năm 2008. Bản này thêm các khu vực mới có khí hậu riêng có ảnh hưởng đến việc sản xuất như hạn hán là mùa không thể gieo trồng và giông tố khiến việc đánh cá khó khăn... Cùng với đó là những màn chơi và phụ tá mới xoay quanh việc giúp một dân tộc thoát khỏi tầm ảnh hưởng của một giáo phái kỳ lạ. Ngoài ra còn thêm một số chi tiết để người chơi có thể làm đẹp cho thành phố của mình.
Bản Silver Edition và Gold Edition chứa trò chơi cùng bản mở rộng cũng đã được phát hành trong năm 2008.

## Âm nhạc
Việc thực hiện các bản nhạc dùng cho trò chơi được Michael Pummell đảm nhận. Album chứa các bản nhạc này đã phát hành chung với phiên bản giới hạn của trò chơi vào ngày 28 tháng 9 năm 2007.
| Die Siedler Aufstieg Eines Königreichs Original Game Soundtrack | Die Siedler Aufstieg Eines Königreichs Original Game Soundtrack | Die Siedler Aufstieg Eines Königreichs Original Game Soundtrack |
| STT                                                             | Nhan đề                                                         | Thời lượng                                                      |
| --------------------------------------------------------------- | --------------------------------------------------------------- | --------------------------------------------------------------- |
| 1.                                                              | "Rise of an Empire"                                             | 2:25                                                            |
| 2.                                                              | "Greenlands"                                                    | 2:55                                                            |
| 3.                                                              | "Bow to your Lords"                                             | 2:53                                                            |
| 4.                                                              | "The Red Prince"                                                | 1:30                                                            |
| 5.                                                              | "Blazing Fires"                                                 | 1:29                                                            |
| 6.                                                              | "Forth to Battle"                                               | 0:40                                                            |
| 7.                                                              | "Besieged"                                                      | 2:19                                                            |
| 8.                                                              | "Lord Thord Al's Quaff"                                         | 1:13                                                            |
| 9.                                                              | "A Settlers Tale"                                               | 0:58                                                            |
| 10.                                                             | "The Northern Mark"                                             | 2:36                                                            |
| 11.                                                             | "The Barrow Hills"                                              | 3:13                                                            |
| 12.                                                             | "Southern Realm"                                                | 2:54                                                            |
| 13.                                                             | "Riders of the Desert"                                          | 3:12                                                            |
| 14.                                                             | "Rain"                                                          | 1:32                                                            |
| 15.                                                             | "Crimson Sabatt"                                                | 1:59                                                            |
| 16.                                                             | "Ready the Bows"                                                | 0:41                                                            |
| 17.                                                             | "March to History"                                              | 1:53                                                            |
| 18.                                                             | "Heritage of Kings"                                             | 1:20                                                            |
| 19.                                                             | "City of Wonders"                                               | 1:10                                                            |
| 20.                                                             | "Kingdom of Ice"                                                | 2:54                                                            |
| 21.                                                             | "Alliance of the West"                                          | 2:43                                                            |
| 22.                                                             | "Land of the Sun"                                               | 2:32                                                            |
| 23.                                                             | "The Drylands"                                                  | 2:51                                                            |
| 24.                                                             | "Dark Tidings"                                                  | 1:32                                                            |
| 25.                                                             | "Exploration"                                                   | 2:08                                                            |
| 26.                                                             | "Sharpen the Swords"                                            | 0:46                                                            |
| 27.                                                             | "War Treaty"                                                    | 2:06                                                            |
| 28.                                                             | "The Capital"                                                   | 1:07                                                            |
| 29.                                                             | "The Emperors Pride"                                            | 1:07                                                            |
| 30.                                                             | "Restful Meadows"                                               | 2:58                                                            |
| 31.                                                             | "Serenada"                                                      | 2:51                                                            |
| 32.                                                             | "Farway Tales"                                                  | 3:19                                                            |
| 33.                                                             | "Break the Enemy"                                               | 0:38                                                            |
| 34.                                                             | "Hold the Lines"                                                | 2:02                                                            |
| 35.                                                             | "Downfall"                                                      | 0:50                                                            |
| 36.                                                             | "Victory"                                                       | 0:33                                                            |
| 37.                                                             | "Soundtrack"                                                    | 0:47                                                            |
| 38.                                                             | "Soundtrack"                                                    | 0:50                                                            |
| 39.                                                             | "Soundtrack"                                                    | 1:06                                                            |
| 40.                                                             | "Soundtrack"                                                    | 0:59                                                            |
| Tổng thời lượng:                                                | Tổng thời lượng:                                                | 01:13:31                                                        |

## Đón nhận
Trò chơi đã nhận được nhiều đánh giá khác nhau tại các trang chuyên về trò chơi điện tử nhưng nhìn chung là hầu hết đánh giá ở mức trung bình. Gamespot đánh giá trò chơi là 6/10, Gamerankings là khoảng 65%, IGN là 6.5/10...
Hầu hết đều khen ngợi hình ảnh đồ họa với màu sắc tươi sáng và vui vẻ, cách thể hiện các công trình cũng rất chi tiết cùng các chuyển động của các nhân vật trong trò chơi nhưng lại than phiền vì sự quá đơn giản trong cách chơi so với các trò chơi trước đó trong dòng trò chơi này. Ngoài ra trò chơi cũng có một số lỗi dễ gây nổi nóng như không cho lưu sau đó đá văng ra màn hình, ngoài ra trí thông minh nhân tạo của binh lính cũng có một số vấn đề.